# Мольтке, Кай
Кай Мольтке (дат. Kai Vilhelm Moltke; 28 ноября 1902, Дания — 10 сентября 1979) — датский политик, общественный деятель и писатель. Граф, из дворянского рода Мольтке. Депутат парламента Дании (1960—1971). Член Коммунистической партии Дании (исключён в 1958 году).
Член Социалистической народной партии Дании, член исполкома партии (1959—1967).

## Биография
Во время Второй мировой войны и немецкой оккупации вместе с остальными коммунистами был отправлен в концлагерь Штуттгоф.
После исключения из компартии в 1958 году был вместе с Акселем Ларсеном одним из основателей Социалистической народной партии Дании. После раскола в 1967 году Социалистической народной партии Дании был одним из основателей организации «Левые социалисты».
В 1961—1966 годах входил в состав датской делегации в ООН.
Автор нескольких книг, его книга «Bag Kulisserne» (1951) была переведена на русский язык и издана в Москве в 1952 году под названием «За кулисами Второй мировой войны».